# Élections au Parlement des Canaries de 1995
Les élections au Parlement des Canaries de 1995 (en espagnol : Elecciones al Parlamento de Canarias de 1995) se sont tenues le 28 mai 1995 dans les Îles Canaries afin d'élire les 60 députés du Parlement.

## Résultats

### Scores
| Partis                            | Partis                                   | Voix      | %     | Sièges | +/-           |
| --------------------------------- | ---------------------------------------- | --------- | ----- | ------ | ------------- |
|                                   | Coalition canarienne (CC)                | 261 672   | 32,83 | 21     | 4             |
|                                   | Parti populaire (PP)                     | 247 609   | 31,07 | 18     | 12            |
|                                   | Parti socialiste ouvrier espagnol (PSOE) | 183 969   | 23,08 | 16     | 7             |
|                                   | Gauche unie (IUC)                        | 40 614    | 5,10  | 0      | Nv.           |
|                                   | Plateforme nationaliste canarienne (PCN) | 23 914    | 3,00  | 4      | 2             |
|                                   | Autres                                   | 30 203    | 3,79  | 1      |               |
|                                   | Votes blancs                             | 9 078     | 1,14  |        |               |
|                                   |                                          |           |       |        |               |
| Votes valides                     | Votes valides                            | 797 059   | 99,43 |        |               |
| Votes nuls                        | Votes nuls                               | 4 548     | 0,57  |        |               |
| Total                             | Total                                    | 801 607   | 100   | 60     | en stagnation |
| Abstentions                       | Abstentions                              | 446 968   | 35,80 |        |               |
| Nombre d'inscrits / participation | Nombre d'inscrits / participation        | 1 248 575 | 64,20 |        |               |